# Andrzej Perka
Andrzej Mieczysław Perka (ur. 16 lutego 1941 r. w Warszawie) – polski koszykarz. Mistrz (1967) i reprezentant Polski, brązowy medalista mistrzostw Europy (1965), olimpijczyk z Tokio (1964).

## Kariera sportowa
Był zawodnikiem AZS-AWF Warszawa, w którego barwach debiutował w ekstraklasie w sezonie 1961/1962. z warszawskim klubem zdobył mistrzostwo Polski w 1967 i wicemistrzostwo Polski w 1962, zakończył ligową karierę w 1971. W latach 1959–1965 wystąpił 78 razy w reprezentacji Polski, m.in. na Igrzyskach Olimpijskich w Tokio (1964), gdzie zajął z drużyną szóste miejsce oraz na mistrzostwach Europy w 1965, gdzie zdobył brązowy medal. W 1961 i 1965 startował na Uniwersjadzie, zajmując z drużyną odpowiednio piąte i jedenaste miejsce.